# Santiago Bueno
Bueno  Sciutto est un nom espagnol. Le premier nom de famille, en général paternel, est Bueno ; le second, en général maternel, souvent omis, est Sciutto.
Pour les articles homonymes, voir Bueno.
Santiago Ignacio Bueno Sciutto dit Santiago Bueno, né le 9 novembre 1998 à Montevideo, est un footballeur international uruguayen qui évolue au poste de défenseur central aux Wolverhampton Wanderers.

## Vie privée
Son grand frère Gastón Bueno (en) et son cousin Gonzalo Bueno sont également footballeurs professionnels.

## Statistiques

### En club
| Saison                | Club                     | Championnat           | Championnat | Championnat | Championnat | Coupe nationale | Coupe nationale | Coupe nationale | Coupe de la Ligue | Coupe de la Ligue | Coupe de la Ligue | Total | Total | Total |
| Saison                | Club                     | Division              | M.          | B.          | P.d.        | M.              | B.              | P.d.            | M.                | B.                | P.d.              | M.    | B.    | P.d.  |
| 2017-2018             | FC Barcelone             | Liga                  | 0           | 0           | 0           | 0               | 0               | 0               | -                 | -                 | -                 | 0     | 0     | 0     |
| 2018-2019             | FC Barcelone             | Liga                  | 0           | 0           | 0           | 0               | 0               | 0               | -                 | -                 | -                 | 0     | 0     | 0     |
| Sous-total            | Sous-total               | Sous-total            | 0           | 0           | 0           | -               | -               | -               | -                 | -                 | -                 | 0     | 0     | 0     |
| 2017-2018             | Peralada-Girona B (prêt) | Segunda División B    | 12          | 1           | -           | -               | -               | -               | -                 | -                 | -                 | 12    | 1     | 0     |
| 2018-2019             | Peralada-Girona B (prêt) | Segunda División B    | 29          | 2           | -           | -               | -               | -               | -                 | -                 | -                 | 29    | 2     | 0     |
| Sous-total            | Sous-total               | Sous-total            | 41          | 3           | -           | -               | -               | -               | -                 | -                 | -                 | 41    | 3     | 0     |
| 2019-2020             | Girona FC                | Segunda División      | 1           | 0           | 0           | 1               | 0               | 0               | -                 | -                 | -                 | 2     | 0     | 0     |
| 2020-2021             | Girona FC                | Segunda División      | 40          | 2           | 1           | 3               | 1               | 0               | -                 | -                 | -                 | 43    | 3     | 1     |
| 2021-2022             | Girona FC                | Segunda División      | 35          | 1           | 2           | 4               | 0               | 1               | -                 | -                 | -                 | 39    | 1     | 3     |
| 2022-2023             | Girona FC                | Liga                  | 34          | 0           | 1           | 2               | 0               | 0               | -                 | -                 | -                 | 36    | 0     | 1     |
| Sous-total            | Sous-total               | Sous-total            | 110         | 3           | 4           | 10              | 1               | 1               | -                 | -                 | -                 | 120   | 4     | 5     |
| 2023-2024             | Wolverhampton Wanderers  | Premier League        | 12          | 0           | 0           | 4               | 0               | 0               | 1                 | 0                 | 0                 | 17    | 0     | 0     |
| 2024-2025             | Wolverhampton Wanderers  | Premier League        | 13          | 0           | 0           | 1               | 0               | 0               | 2                 | 0                 | 0                 | 16    | 0     | 0     |
| Sous-total            | Sous-total               | Sous-total            | 25          | 0           | 0           | 5               | 0               | 0               | 3                 | 0                 | 0                 | 33    | 0     | 0     |
| Total sur la carrière | Total sur la carrière    | Total sur la carrière | 176         | 6           | 4           | 15              | 1               | 1               | 3                 | 0                 | 0                 | 194   | 7     | 5     |

### En sélection nationale
| Saison                | Sélection             | Phases finales        | Phases finales | Phases finales | Phases finales | Éliminatoires CDM | Éliminatoires CDM | Éliminatoires CDM | Matchs amicaux | Matchs amicaux | Matchs amicaux | Total | Total | Total |
| Saison                | Sélection             | Compétition           | M              | B              | Pd             | M                 | B                 | Pd                | M              | B              | Pd             | M     | B     | Pd    |
| --------------------- | --------------------- | --------------------- | -------------- | -------------- | -------------- | ----------------- | ----------------- | ----------------- | -------------- | -------------- | -------------- | ----- | ----- | ----- |
| 2023                  | Uruguay               | -                     | -              | -              | -              | 0                 | 0                 | 0                 | 2              | 0              | 0              | 2     | 0     | 0     |
| 2024                  | Uruguay               | Copa América 2024     | -              | -              | -              | 4                 | 0                 | 0                 | 0              | 0              | 0              | 4     | 0     | 0     |
| Total sur la carrière | Total sur la carrière | Total sur la carrière | -              | -              | -              | 4                 | 0                 | 0                 | 2              | 0              | 0              | 6     | 0     | 0     |

## Palmarès
Uruguay -17 ans
- Championnat de la CONMEBOL des moins de 20 ans (1) :
  - Vainqueur : 2017[4].